# Rifugio Son Forca
Das Rifugio Son Forca, auch Rifugio Són Forcià, ist eine privat geführte Schutzhütte in der Cristallogruppe in der Provinz Belluno. Die in der Regel von Mitte Juni bis Ende September sowie im Winter zur Skisaison geöffnete Hütte verfügt über 36 Schlafplätze.

## Lage
Die Schutzhütte liegt zu Füßen der Cima di Mezzo (3150 m) in den östlichen Ampezzaner-Dolomiten auf 2235 m s.l.m. nördlich des Passes Son Forca (3150 m), der die Cristallogruppe von der Pomagagnongruppe trennt.
Sie ist über eine Aufstiegsanlage von der Strada Statale 48 delle Dolomiti unterhalb des Passo Tre Croci aus erreichbar. Die unweit der Hütte gelegene Seilbahn zur Forcella Staunies (2906 m) hat 2016 ihren Betrieb eingestellt.

## Geschichte
Die Hütte wurde zwischen 1955 und 1956 nur wenige Meter neben der 1955 in Betrieb genommenen Cristallo-Seilbahn errichtet und 1961 unter dem Namen Rifugio Barone Carlo Franchetti im Gedenken an den Alpinisten und Speläologen Carlo Franchetti eröffnet. 1968 wurde die Schutzhütte erweitert und Anfang der 1970er Jahre in Rifugio Son Forca umbenannt. Eine Carlo-Franchetti-Hütte existiert noch auf dem Massiv des Gran Sasso d’Italia.

## Zustiege
- Vom Passo Tre Croci, 1809 m ⊙ auf Weg 203 in 2 ¾ Stunden
- Von Ponte Rio Gere, 1698 m ⊙ auf Weg 211, 206, 203 in 2 Stunden
- Von Baita Col Tondo, 1429 m ⊙ auf Weg 204, 205 in 2 ¼ Stunden
- Von Ospitale, 1475 m ⊙ auf Weg 203, 205 in 2 ½ – 3 Stunden

## Nachbarhütten und Übergänge
- Zum Rifugio Guido Lorenzi, 2932 m ⊙ auf unmarkierten Weg in 2 ¼ Stunden. Das Rifugio Guido Lorenzi ist seit 2016 geschlossen.
- Nach Codvilla, 1293 m ⊙ auf Weg 205 Ferrata Terza Cengia, 202 in 3 ½ bis 4 Stunden.